# Hudson Meek
Hudson Joseph Meek (5. srpna 2008 Alabama – 21. prosince 2024) byl americký dětský herec.

## Život
Narodil se v Alabamě. Se svým bratrem Tuckerem začal hrát již v raném věku.
V roce 2014 se krátce objevil ve filmu The Santa Con. Později si zahrál v epizodách rebootu MacGyvera a postavu malého Milese „Babyho“ ve filmu Baby Driver z roku 2017. Hrál také ve filmech Found (2023) a The School Duel (2024). Byl obsazen do role Chrise Pipera ve filmu 90 Minutes in Heaven.
Zemřel 21. prosince roku 2024 po vypadnutí z jedoucího vozidla ve Vestavia Hills v Alabamě. Bylo mu 16 let.

## Filmografie

### Filmy
| Rok  | Název           | Role        |
| ---- | --------------- | ----------- |
| 2014 | The Santa Con   | dítě        |
| 2017 | Baby Driver     | mladý Miles |
| 2024 | The School Duel |             |

### Televize
| Rok  | Název    | Role |
| ---- | -------- | ---- |
| 2016 | MacGyver | syn  |